# Bénédicte Loyen
 (mars 2020).
Si vous disposez d'ouvrages ou d'articles de référence ou si vous connaissez des sites web de qualité traitant du thème abordé ici, merci de compléter l'article en donnant les références utiles à sa vérifiabilité et en les liant à la section « Notes et références ».
Pour les articles homonymes, voir Loyen.
Bénédicte Loyen est une actrice belge vivant en France[réf. nécessaire].

## Filmographie

### Cinéma
- 1990 : Gaspard et Robinson de Tony Gatlif : Rose
- 1991 : La Note bleue de Andrzej Zulawski : Line
- 1993 : Les enfants jouent à la Russie de Jean-Luc Godard
- 1994 : Hey stranger de Peter Woditch : Sarka
- 1995 : Les Rendez-vous de Paris d'Éric Rohmer : la jeune femme du musée Picasso
- 1995 : Noir comme le souvenir de Jean-Pierre Mocky : Paméla
- 2000 : Soins et Beauté d'Alejandra Rojo
- 2001 : J'ai faim !!! de Florence Quentin : la Vendeuse
- 2002 : Blanche de Bernie Bonvoisin : Santa Anna
- 2003 : Sansa de Siegfried
- 2003 : Mais qui a tué Pamela Rose ? de Éric Lartigau : Ginger
- 2010 : Notre jour viendra de Romain Gavras : Madame Clavel
- 2015 : Les Révoltés de Simon Leclere : Betty
- 2016 : Cinématon #2962 de Gérard Courant : elle-même

### Télévision
- 1989 : Le Masque : Le condamné meurt à 5 heures de Marc Lobet : Joëlle Lejanvier
- 1989 : Le Vagabond de la Bastille de Michel Andrieu : Ida de Montigny
- 1992 : Chien et Chat de Philippe Galland : Carole
- 1994 : La Reine de Djerba de Jean-Paul Roux
- 1995 : Evidencia de Françoise Ha Van
- 1999 : Mélissol : Lynchage de Jean-Pierre Igoux : Yasmine
- 1999 : Les Hirondelles d'hiver d'André Chandelle
- 2000 : 17 rue des moulins de Rémi Burkel
- 2001 : Avocats et Associés de Philippe Triboit : Barbara (épisodes 21 à 24 )
- 2002 : Maigret : Maigret et le marchand de vin de Christian De Chalonge : Anne-Marie
- 2003 : Le Grand Patron : Effets secondaires de Claudio Tonetti : Marylin
- 2006 : Ange de feu de Philippe Setbon : Patricia Cordey (saison 1)
- 2006 : Greco  : Contact de Philippe Setbon : Sylvie Lastèle (saison 1, épisode 1)
- 2006 : R.I.S Police scientifique : Vertiges de Ch. Douchand : Elisa Groves (saison 2, épisode 11)
- 2007 : Équipe médicale d'urgence : de Etienne Dhaene
- 2007 : PJ : Mauvais élément de Gérard Vergez : Juliette Antoine
- 2008 : Famille d'accueil : à la vie, à la mort de Franck Buchter : (épisode 12)
- 2009 : Les Bleus, premiers pas dans la police de Ch. Douchand : Karine Leroux (saison 3, épisode 2)
- 2010 : Contes et nouvelles du XIXe siècle : L'Affaire Blaireau de Jacques Santamaria : Arabella de Chaville
- 2012 : Interpol : L'Inconnue de Prague de Eric Summer : Anne-Sophie Schwartz
- 2012 : Les Mains de Roxana de Philippe Setbon : Livia van Heusden
- 2013 : Section de recherches : In memoriam de Franck Buchter : Laura Kerouac

## Théâtre
- 2012 : Atelier théâtral : Autour de Cendrillon, sous la Direction de Joël Pommerat, Théâtre National de Bruxelles
- 2010 : Atelier d'expression théâtrale, sous la Direction de Régis Hébette, Théâtre de l'Echangeur
- 2010 : La défilée, mise en scène de Rémi Bernard & S. Feder
- 2010 : Est-ce que tu m'aimes ? de Ronald D. Laing, mise en scène de Redjep Mitrovitsa
- 1997 : L'escalade de Rufus, mise en scène de Rufus
- 1997 : Moby Dick, la baleine blanche de Herman Melville, mise en scène de Vittorio Gassman
- 1997 : Le bar des Passages, mise en scène de Shula Siegfried
- 1997 : Sales rêves, mise en scène de Marc Adjadj
- 1997 : Soixante kilomètres à l'heure, mise en scène de Sophie Rappeneau